# Hire Myageri, Bagalkot
Hire Myageri là một làng thuộc tehsil Bagalkot, huyện Bagalkot, bang Karnataka, Ấn Độ.